# Cairn terrier
El cairn terrier es una raza de perro escocesa del tipo terrier, uno de los más antiguos originarios de las Tierras Altas de Escocia. Reconocido como uno de los primeros  perros de trabajo que se utilizaba para la caza y presa de las madrigueras entre las cordilleras.

## Historia
El cairn terrier se originó en las Tierras Altas de Escocia y la Isla de Skye, inicialmente era agrupado como una clase de «Terrier de Skye» junto al Terrier Escocés y West Highland White Terrier. En el año 1900, las tres razas comenzaron a ser criadas por separado. Aunque se cree que este perro fue la base para desarrollar las razas del Westie y el Scottie.
La palabra gaélica «cairn» se refiere a las cuevas rocosas o cordilleras en las que los zorros y tejones viven por todo el campo. El perro arremetía hacia abajo en estos «montículos» y ladraba para avisar que había encontrado al animal hasta que el cazador llegaba. Alcanzó su popularidad hacia los años 1920, en el siglo pasado estuvo destinado a la caza de animales pequeños y de madriguera, como el zorro, el conejo o la nutria. Su clasificación proviene del siglo XVI, cuando fue empleado para guardar monumentos y evitar que entraran en ellos animales salvajes.
Aunque la raza había existido mucho antes de su reconocimiento, el nombre de Cairn Terrier fue una sugerencia a manera de compromiso después de que la raza fuera traída a las exposiciones caninas oficiales en el Reino Unido en 1909, bajo el nombre de Skye terriers de pelo corto. Este nombre no fue aceptado por el Kennel Club debido a la oposición de los criadores del Skye Terrier, y fue cuando el nombre de Cairn terrier se sugirió como una alternativa.

## Características
Las características de la raza actual son cuidadosamente modeladas de acuerdo a las que poseía su antepasado, de la isla de Skye del siglo XVII. Estos perros de patas cortas tienen un escueto y ancho semblante de aspecto desgreñado. Su grueso manto de pelo es generalmente color grisáceo, marrón claro o arena, aunque se permiten todos los colores a excepción del blanco.

### Temperamento
Comúnmente activos, resistentes, en estado de alerta y alegres, son apreciados como mascotas ya que son relativamente fáciles de adiestrar y se adaptan bien a viviendas pequeñas o apartamentos, ya que no requieren más de una caminata vigorosa al día. A los Cairn terrier, al igual que a la mayoría de los terriers, les encanta cavar agujeros o perseguir una presa —real o imaginaria— ya que fueron criados para cazar roedores, ardillas y conejos dentro de sus madrigueras. Generalmente son suaves y se adaptan bien a los niños siendo perros adecuados para una familia.
No suelen ladrar mucho, pero podrían hacerlo si se aburren o son dejados a su suerte, con lo que también pueden intentar probar los límites o volverse destructores. Así que el entrenamiento de obediencia básico es necesario. Los mejores resultados se obtienen cuando se comienza el entrenamiento —y la socialización— desde que son cachorros utilizando paciencia, constancia y cariño. El cepillado regular y el ejercicio también son necesarios para mantenerlo estable y feliz.
A nivel de inteligencia el Cairn terrier ocupó el puesto 35 en la clasificación de Stanley Coren acerca de la inteligencia de los perros, por presentar una inteligencia por encima de la media en el entrenamiento de obediencia.

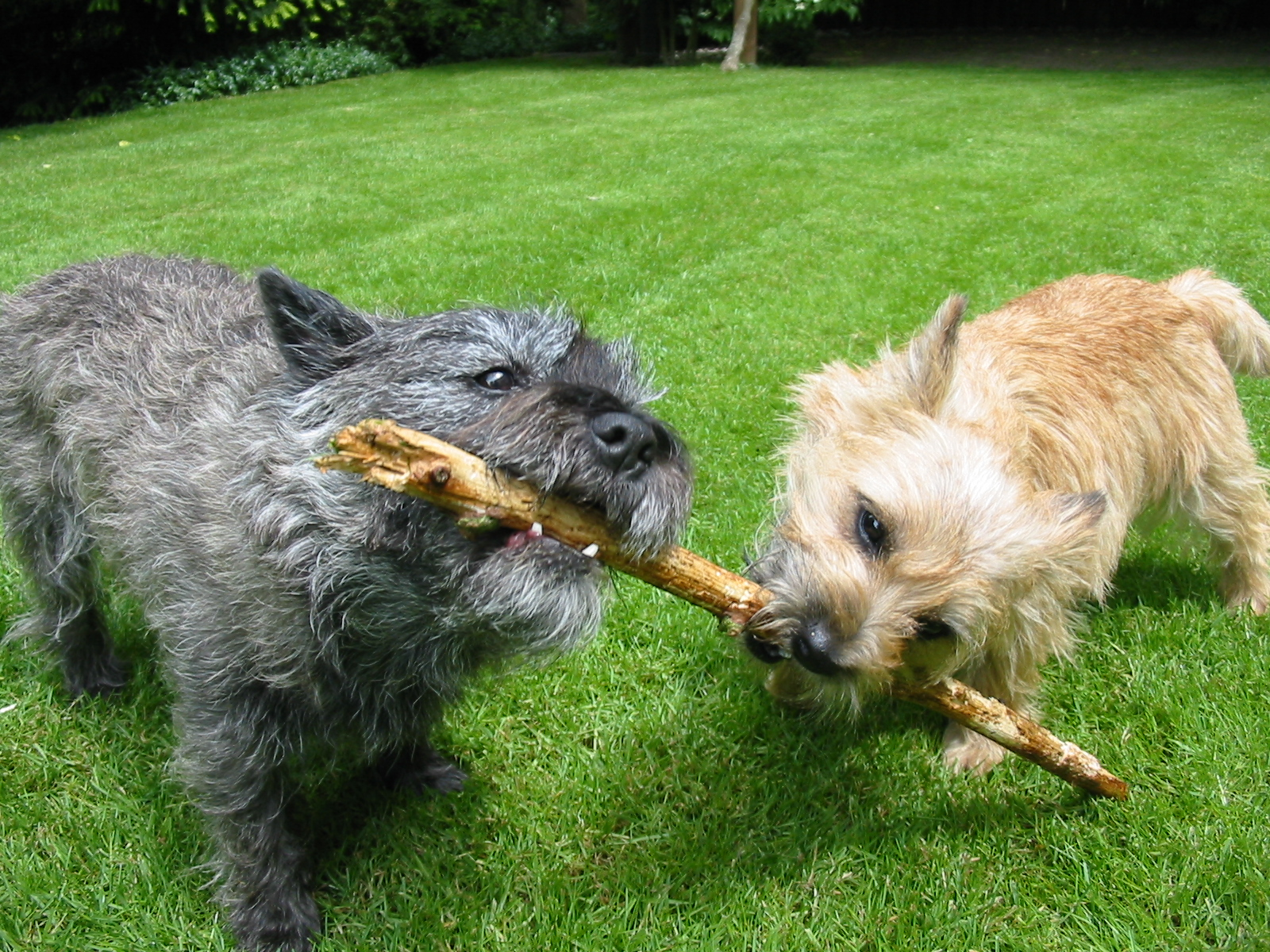
Dos cairn terriers, de color gris y trigo, jugando entre ellos.

### Aseo
El AKC ha clasificado al Cairn como una raza de perro hipoalergénica ya que tira muy poco pelo, aunque siempre requiere que se le quite el pelo muerto de forma manual. Utilizar tijeras o maquinilla eléctrica arruinarían la capa exterior de pelo, así que se utiliza la técnica conocida como stripping, que es la extracción a mano y consiste en tirar del pelo viejo muerto de raíz. Al extraer el pelo muerto de esta manera se permite que crezca nuevamente manteniendo la textura y función del pelaje. Si no se hace correctamente esto puede causar molestias al perro, haciendo que se esconda en futuras ocasiones.
Los ancestros del Cairn terrier provienen de Escocia, en donde el pelo duro y de alambre en los perros fue desarrollado para permitirles repeler el agua y mantenerlos secos, incluso en climas lluviosos o húmedos. Mantener el manto del Cairn en su estado original evitará posibles irritaciones cutáneas. Como el pelo muerto se elimina con la extracción, el pelaje se mantendrá siempre saludable. Hacer que en lugar de eso lo rasuren con maquinilla eléctrica en alguna estética canina arruinará y destruirá irremediablemente la textura de la capa dura externa del pelo  —exclusiva de estas razas de terriers.

## Salud
Estos perros son generalmente sanos y viven en promedio unos 12 a 17 años. Sin embargo, criadores, propietarios y veterinarios han identificado algunos problemas de salud en el Cairn. Algunas de estas enfermedades son hereditarias, mientras que otras se producen como consecuencia de factores no específicos (por ejemplo, infecciones, toxinas, lesiones, o edad avanzada). En 2009 el Kennel Club de Reino Unido instituyó planes de salud para todas las razas. El club del Cairn Terrier reportó una incidencia del 5% entre derivación intrahepática portosistémica transyugular (PSS), o desviación del hígado y displasia microvascular (MVD).